# لي باين
لي باين (بالإنجليزية: Lee Payne)‏ (12 ديسمبر 1966 بلوتن في المملكة المتحدة - ) هو لاعب كرة قدم بريطاني في مركز جناح. لعب مع نادي إيمن ونادي بارنت ونادي ريدنغ ونيوكاسل يونايتد وHHC Hardenberg ‏ وWKE '16 ‏ ونادي غيتزهد وHitchin Town F.C. ‏ ونادي فيندام.

## وصلات خارجية
- لي باين على موقع قاعدة بيانات كرة القدم.إي يو (الإنجليزية)